# Mario Zenari
Mario Zenari (Rosegaferro, 5 de janeiro de 1946) é um cardeal da Igreja Católica, atual núncio apostólico na Síria.

## Biografia
Nasceu em Rosegaferro, pertencente à comuna de Villafranca di Verona, em 5 de janeiro de 1946. Foi ordenado sacerdote em 5 de julho de 1970 na diocese de Verona, pelas mãos do bispo Giuseppe Carraro. É graduado em Direito Canônico. Entrou no serviço diplomático da Santa Sé em 1980, trabalhando nas Representações Pontifícias das Obras no Senegal, Libéria, Colômbia, Alemanha e Romênia. Em 25 de março de 1993, foi nomeado conselheiro de nunciatura.
Em 7 de fevereiro de 1994, foi nomeado representante permanente da Santa Sé junto à Agência Internacional de Energia Atômica (AIEA) e da Organização para a Segurança e Cooperação na Europa (OSCE) e Observador Permanente da Santa Sé junto à Organização das Nações Unidas para o Desenvolvimento Industrial (ONUDI) e no escritório das Nações Unidas de Viena.
Em 12 de julho de 1999, o Papa João Paulo II nomeou-o Núncio Apostólico na Costa do Marfim e Níger, ao mesmo tempo elevando-o à sé titular de Iulium Carnicum, com a dignidade de arcebispo. Poucos dias depois, em 24 de julho, foi nomeado núncio no Burkina Faso. Recebeu a sua consagração episcopal no dia 25 de setembro do mesmo ano, sendo seu sagrante o cardeal secretário de Estado Angelo Sodano, tendo como co-sagrantes Flavio Roberto Carraro, O.F.M. Cap., bispo de Verona e Marcello Zago, O.M.I., secretário da Congregação para a Evangelização dos Povos.
Em 10 de maio de 2004 foi nomeado núncio apostólico no Sri Lanka. Em 30 de dezembro de 2008 o Papa Bento XVI nomeou-o núncio apostólico na Síria.
Em 9 de outubro de 2016, durante o Angelus, o Papa Francisco anunciou a sua criação como cardeal no Consistório Ordinário Público de 2016. Em 19 de dezembro, recebeu o anel cardinalício, o barrete e o título de cardeal-diácono de Nossa Senhora das Graças na Fornaci fuori Porta Cavalleggeri.